# Piñón (mecanismo)

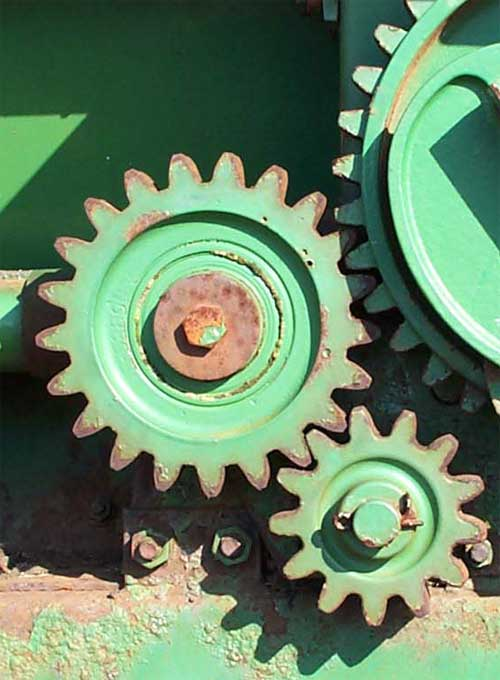
Engranaje de una máquina agrícola donde el movimiento del piñón se transmite a través de una rueda loca. Esta rueda intermedia permite variar la relación de transmisión cambiando el número de dientes del piñón y de la corona sin necesidad de variar la distancia entre el eje motriz y el eje conducido.

Piñón y cadena de transmisión de rodillos.

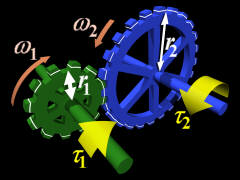
Principio de funcionamiento por un par de ruedas dentadas.

En mecánica, se denomina piñón a la rueda de un mecanismo de cremallera o a la rueda más pequeña de un par de ruedas dentadas, ya sea en una transmisión directa por engranaje o indirecta a través de una cadena de transmisión o una correa de transmisión dentada. También se denomina piñón tensor a la rueda dentada destinada a tensar una cadena o una correa dentada de una transmisión.
En una etapa de engranaje, la rueda más grande se denomina «corona», mientras que en una transmisión por cadena como la de una bicicleta o motocicleta además de corona a la rueda mayor se le puede denominar «plato», «estrella» o «catalina». En un tren de engranajes de varias etapas, la corona de una etapa gira solidariamente con el piñón de la etapa consecutiva.
En las transmisiones por cadena y por correa, un piñón demasiado pequeño da lugar a mayores curvaturas en el elemento flexible de la transmisión, lo cual incrementa el desgaste y disminuye la vida útil de los elementos.

## Principio de funcionamiento según la relación de transmisión
Cuando el piñón es pequeño, de manera que habría poca distancia desde la base del diente hasta un chavetero, los dientes se tallan mediante un mecanizado en el eje. Esto conlleva el inconveniente de usar el mismo material para el eje que para el dentado, lo cual puede llevar a hacer necesario realizar algún tratamiento térmico superficial para endurecer la superficie de los dientes del piñón mientras que el núcleo del eje y la base de los dientes deben ser resistentes a esfuerzos estáticos y de fatiga. En cambio, cuando hay espacio suficiente, se monta el piñón en un eje con un chavetero o en un eje nervado.
En el caso de formar parte de un mecanismo reductor de velocidad, la relación de transmisión, que es la razón geométrica entre la velocidad de salida y la velocidad de entrada, será menor a la unidad y, por tanto el eje de salida gira más despacio que el eje de entrada, como en la transmisión de un automóvil, donde el piñón es una rueda motriz. En cambio, en un mecanismo multiplicador de velocidad, en el que el eje de salida gira más deprisa que el eje de entrada, como en la transmisión de una bicicleta, el piñón es la rueda conducida.
Igualando las velocidades lineales en las circunferencias primitivas del piñón y la corona, se obtiene la siguiente expresión:
| Símbolo | Nombre                                          | Unidad |
| ------- | ----------------------------------------------- | ------ |
| v       | Velocidad lineal en la circunferencia primitiva |        |
| ωe      | Velocidad angular a la entrada                  |        |
| ωs      | Velocidad angular a la salida                   |        |
| re      | Radio primitivo a la entrada                    |        |
| rs      | Radio primitivo a la salida                     |        |

Como ambas ruedas dentadas deben tener el mismo paso entre dientes, y por tanto el mismo módulo (M), la relación entre el diámetro primitivo (Dp) y el número de dientes (Z) será igual en las dos.
{\displaystyle M={\frac {Dp_{e}}{Z_{e}}}={\frac {Dp_{s}}{Z_{s}}}}
{\displaystyle {\frac {M}{2}}={\frac {r_{e}}{Z_{e}}}={\frac {r_{s}}{Z_{s}}}}
Por tanto, la relación de transmisión (i) será igual a:
{\displaystyle i={\frac {\omega _{s}}{\omega _{e}}}={\frac {r_{e}}{r_{s}}}={\frac {Z_{e}}{Z_{s}}}}
Aplicando la ley de acción y reacción, la fuerza que ejerce la rueda motriz sobre la conducida sería igual y de sentido opuesto a la fuerza resistente.
| Símbolo | Nombre                         | Unidad |
| ------- | ------------------------------ | ------ |
| Te      | Momento de fuerza a la entrada |        |
| Ts      | Momento de giro a la salida    |        |

Sin embargo, el par obtenido en el eje conducido es inferior al calculado de esta manera, pues se pierde energía mecánica a consecuencia de la fricción.
{\displaystyle i={\frac {r_{e}}{r_{s}}}>{\frac {T_{s}}{T_{e}}}}